# Giải bóng đá trong nhà vô địch quốc gia 2020
Giải bóng đá trong nhà vô địch quốc gia 2020 (Hay còn gọi: Giải Futsal HDBank Vô địch Quốc gia 2020) là sự kiện lần thứ 14 của Giải bóng đá trong nhà vô địch quốc gia do VFF và VOV phối hợp tổ chức. Nhà tài trợ cho giải đấu mùa này đó là HD Bank. Thái Sơn Nam vô địch lần thứ 10 trong lịch sử với kỷ lục 18 trận bất bại tại mùa giải 2020. Thái Sơn Nam sẽ là đại diện của futsal Việt Nam tranh tài tại giải vô địch futsal các Câu lạc bộ châu Á 2021. Sahako lần thứ hai liên tiếp cán đích ở vị trí Á quân và sẽ là đại diện futsal Việt Nam tham dự giải vô địch futsal các Câu lạc bộ Đông Nam Á 2021.

## Các đội Futsal tham dự
Có 12 đội tham dự bao gồm:
| Số thứ tự | Đội bóng                     | Huấn luyện viên       | Nhà tài trợ | Thành tích mùa trước |
| --------- | ---------------------------- | --------------------- | ----------- | -------------------- |
| 1         | VietFootball FC              | Huỳnh Linh            |             | Vòng loại            |
| 2         | Đà Nẵng FC                   | Nguyễn Quang Minh     |             | Thứ 5                |
| 3         | Quảng Nam FC                 | Nguyễn Hữu Hoàng Phúc |             | Thứ 10               |
| 4         | Savinest Sanna Khánh Hòa     | Đặng Đình Khang       |             | Thứ 7                |
| 5         | Thái Sơn Bắc                 | Miguel Garcia         |             | Thứ 6                |
| 6         | Thái Sơn Nam                 | Phạm Minh Giang       |             | Vô địch              |
| 7         | Sanvinest Sanatech Khánh Hòa | Tạ Đức Dũng           |             | Hạng ba              |
| 8         | Tân Hiệp Hưng                | Trương Hồng Tài       |             | Thứ 8                |
| 9         | Cao Bằng FC                  | Nguyễn Bảo Quân       |             | Thứ 9                |
| 10        | Kardiachain Sài Gòn FC       | Nguyễn Bảo Trung      |             | Thứ 4                |
| 11        | Sahako FC                    | Nguyễn Tuấn Anh       |             | Á quân               |
| 12        | Hưng Gia Khang Đắk Lắk FC    | Trần Ngọc Công        |             | Lần đầu tham dự      |

## Địa điểm thi đấu
- Nhà thi đấu Đại Học Nha Trang, tỉnh Khánh Hòa
- Nhà thi đấu Lãnh Binh Thăng, Thành phố Hồ Chí Minh.

| Việt Nam | Việt Nam |
| --- | -------- |
| Nhà thi đấu · Thành phố Hồ Chi MinhNhà thi đấu · Đại Học Nha TrangGiải bóng đá trong nhà vô địch quốc gia 2020 (Việt Nam) |          |
| Nhà thi đấu Đại Học Nha Trang                                                                                             |          |
| Nhà thi đấu Lãnh Binh Thăng                                                                                               |          |

## Thể thức thi đấu
Tham dự giải futsal HDBank Vô địch Quốc gia 2020 có 12 đội, được chia thành 2 giai đoạn. Giai đoạn 1 (tức vòng loại) diễn ra từ ngày 01/6 đến ngày 09/6 tại Nhà thi đấu Trường đại học Nha Trang, thành phố Nha Trang, tỉnh Khánh Hòa với sự tham dự của 6 đội gồm Savinest Sanna Khánh Hoà, Tân Hiệp Hưng, Cao Bằng, Quảng Nam, Vietfootball và 1 đội lần đầu tiên tham dự là Câu lạc bộ Hưng Gia Khang Đắk Lắk. Các đội sẽ thi đấu vòng tròn một lượt để tính điểm, xếp hạng chọn 4 đội có thứ hạng cao nhất tham dự Giai đoạn 2.
Giai đoạn 2 có sự góp mặt của 10 đội với 6 đội đứng trong Top 6 của mùa giải vừa qua gồm Đương kim vô địch Thái Sơn Nam, Sahako, Savinest Sanatech Khánh Hoà, Kardiachain Sài Gòn FC, Đà Nẵng, Thái Sơn Bắc  cùng 4 đội vượt qua vòng loại (tức giai đoạn 1). Giai đoạn 2 sẽ thi đấu theo thể thức lượt đi – lượt về để tính điểm, xếp hạng chung cuộc. Lượt đi giai đoạn 2 sẽ diễn ra từ ngày 14/6 đến ngày 05/7 tại Nhà thi đấu Trường đại học Nha Trang, Thành phố Nha Trang, tỉnh Khánh Hòa. Lượt về giai đoạn 2 diễn ra từ ngày 01/10 đến ngày 22/10 tại Nhà thi đấu Lãnh Binh Thăng, Quận 11, Thành phố Hồ Chí Minh.
Các đội nằm trong Top 6 chung cuộc sẽ được đặc cách tham dự giai đoạn 2 của mùa giải năm tới nhưng  chỉ có các đội nằm trong Top 5 mới được đặc cách tham dự Giai đoạn 2 giải futsal HDBank Cúp Quốc gia 2020. Giải futsal HDBank Cúp Quốc gia 2020 sẽ diễn ra từ 15/11 đến ngày 26/11 tại nhà thi đấu tỉnh Đắk Lắk. Theo quy định, đội vô địch giải futsal Vô địch Quốc gia sẽ đại diện Việt Nam tham dự giải futsal Vô địch các Câu lạc bộ châu Á còn đội đứng nhì sẽ tham dự giải Vô địch các Câu lạc bộ Futsal Đông Nam Á.

## Vòng loại

### Kết quả vòng loại
| Đội 1                     | Tỷ số | Đội 2                     |
| 1 tháng 6 năm 2020        |       |                           |
| Sanvinest Sanna Khánh Hòa | 1–0   | Cao Bằng                  |
| VietFootball              | 3–2   | Hưng Gia Khang Đắk Lắk    |
| Tân Hiệp Hưng             | 2–1   | Quảng Nam                 |
| 3 tháng 6 năm 2020        |       |                           |
| Quảng Nam                 | 6–1   | Vietfootball              |
| Hưng Gia Khang Đắk Lắk    | 1–4   | Sanvinest Sanna Khánh Hòa |
| Cao Bằng                  | 4–2   | Tân Hiệp Hưng             |
| 5 tháng 6 năm 2020        |       |                           |
| Hưng Gia Khang Đắk Lắk    | 3–2   | Quảng Nam                 |
| Vietfootball              | 4–4   | Cao Bằng                  |
| Tân Hiệp Hưng             | 0–2   | Sanvinest Sanna Khánh Hòa |
| 7 tháng 6 năm 2020        |       |                           |
| Savinest Sanna Khánh Hòa  | 1–5   | Quảng Nam                 |
| Tân Hiệp Hưng             | 1–1   | Vietfootball              |
| Cao Bằng                  | 3–1   | Hưng Gia Khang Đắk Lắk    |
| 9 tháng 6 năm 2020        |       |                           |
| Hưng Gia Khang Đắk Lắk    | 0–2   | Tân Hiệp Hưng             |
| Quảng Nam                 | 3–0   | Cao Bằng                  |
| Savinest Sanna Khánh Hòa  | 3–4   | Vietfootball              |

### Bảng xếp hạng vòng loại
| VT | Đội                      | ST | T | H | B | BT | BB | HS  | Đ | Thăng hạng hoặc xuống hạng |
| -- | ------------------------ | -- | - | - | - | -- | -- | --- | - | -------------------------- |
| 1  | Quảng Nam                | 5  | 3 | 0 | 2 | 17 | 7  | +10 | 9 | Lọt vào Vòng chung kết     |
| 2  | Savinest Sanna Khánh Hòa | 5  | 3 | 0 | 2 | 11 | 10 | +1  | 9 | Lọt vào Vòng chung kết     |
| 3  | VietFootball             | 5  | 2 | 2 | 1 | 13 | 16 | −3  | 8 | Lọt vào Vòng chung kết     |
| 4  | Cao Bằng                 | 5  | 2 | 1 | 2 | 11 | 11 | 0   | 7 | Lọt vào Vòng chung kết     |
| 5  | Tân Hiệp Hưng            | 5  | 2 | 1 | 2 | 7  | 8  | −1  | 7 | Không vượt qua Vòng loại   |
| 6  | Hưng Gia Khang Đắk Lắk   | 5  | 1 | 0 | 4 | 7  | 14 | −7  | 3 | Không vượt qua Vòng loại   |

## Vòng chung kết

### Bảng xếp hạng
| VT | Đội                          | ST | T  | H | B  | BT | BB  | HS  | Đ  | Giành quyền tham dự hoặc xuống hạng                    |
| -- | ---------------------------- | -- | -- | - | -- | -- | --- | --- | -- | ------------------------------------------------------ |
| 1  | Thái Sơn Nam                 | 18 | 14 | 4 | 0  | 79 | 18  | +61 | 46 | Đủ điểu kiện tham dự AFC Futsal Club Championship 2021 |
| 2  | Sahako                       | 18 | 12 | 2 | 4  | 73 | 25  | +48 | 38 | Đủ điểu kiện tham dự AFF Futsal Club Championship 2021 |
| 3  | Sanvinest Sanatech Khánh Hòa | 18 | 10 | 3 | 5  | 67 | 54  | +13 | 33 |                                                        |
| 4  | Kardiachain Sài Gòn          | 18 | 8  | 7 | 3  | 49 | 34  | +15 | 31 |                                                        |
| 5  | Thái Sơn Bắc                 | 18 | 9  | 3 | 6  | 50 | 40  | +10 | 30 |                                                        |
| 6  | Đà Nẵng                      | 18 | 8  | 4 | 6  | 40 | 37  | +3  | 28 |                                                        |
| 7  | Sanna Khánh Hòa              | 18 | 8  | 3 | 7  | 63 | 59  | +4  | 27 | Giai đoạn 1 của Mùa giải 2021                          |
| 8  | Quảng Nam                    | 18 | 3  | 2 | 13 | 30 | 50  | −20 | 11 | Giai đoạn 1 của Mùa giải 2021                          |
| 9  | Cao Bằng                     | 18 | 2  | 2 | 14 | 29 | 71  | −42 | 8  | Giai đoạn 1 của Mùa giải 2021                          |
| 10 | VietFootball                 | 18 | 1  | 0 | 17 | 26 | 118 | −92 | 3  | Giai đoạn 1 của Mùa giải 2021                          |

### Kết quả tỷ số
| Nhà \ Khách[1]               | CB  | ĐN  | SG  | QN  | SHK  | SKH | SNT | TSN | TSB | VFB  |
| Cao Bằng                     |     | 0–3 | 7–1 | 0–1 | 2–4  | 2–4 | 0–4 | 0–9 | 1–3 | 3–6  |
| Đà Nẵng                      | 2–1 |     | 1–1 | 5–1 | 5–3  | 2–0 | 1–3 | 1–4 | 2–4 | 1–0  |
| Kardiachain Sài Gòn          | 1–1 | 4–1 |     | 2–0 | 1–0  | 4–4 | 3–3 | 1–5 | 1–1 | 7–3  |
| Quảng Nam                    | 1–1 | 1–5 | 1–2 |     | 0–3  | 1–3 | 1–4 | 1–1 | 3–4 | 7–2  |
| Sahako                       | 3–0 | 6–1 | 3–2 | 3–1 |      | 5–1 | 7–2 | 1–1 | 1–1 | 8–0  |
| Sanvinest Sanna Khánh Hòa    | 7–4 | 1–1 | 3–3 | 5–2 | 1–4  |     | 5–6 | 3–5 | 4–0 | 7–0  |
| Sanvinest Sanatech Khánh Hòa | 3–4 | 1–1 | 4–2 | 5–2 | 4–3  | 4–9 |     | 0–3 | 2–0 | 11–3 |
| Thái Sơn Nam                 | 6–0 | 2–2 | 1–1 | 2–1 | 2–1  | 9–1 | 4–3 |     | 5–0 | 12–0 |
| Thái Sơn Bắc                 | 4–1 | 4–1 | 1–3 | 3–2 | 1–6  | 7–1 | 2–2 | 1–3 |     | 8–2  |
| VietFootball                 | 3–8 | 1–5 | 1–4 | 0–4 | 0–12 | 0–4 | 4–6 | 1–5 | 0–6 |      |

Cập nhật lần cuối: ngày 22 tháng 10 năm 2020.
Nguồn: vff.org.vn
1 ^ Đội chủ nhà được liệt kê ở cột bên tay trái.
Màu sắc: Xanh = Chủ nhà thắng; Vàng = Hòa; Đỏ = Đội khách thắng.

## Truyền hình
Các trận đấu được truyền hình trực tiếp trên các kênh sóng VTC3, VTC8, VOVTV

## Tổng hợp mùa giải

### Danh hiệu tập thể
- Vô địch: Thái Sơn Nam
- Á quân: Sahako
- Hạng ba: Savinest Sanatech Khánh Hòa
- Giải phong cách: Thái Sơn Nam

### Danh hiệu cá nhân
- Cầu thủ xuất sắc nhất: Nguyễn Minh Trí (Thái Sơn Nam)
- Cầu thủ ghi nhiều bàn thắng nhất giải: Phùng Trọng Luân (Savinest Sanatech Khánh Hòa) với 22 bàn thắng
- Thủ môn xuất sắc nhất giải: Hồ Văn Ý (Thái Sơn Nam)